# Válka královny Anny
Válka královny Anny (anglicky Queen Anne's War, francouzsky Deuxième guerre intercoloniale, španělsky Guerra de la reina Ana) je název pro americkou odnož války o španělské dědictví. Proběhla v letech 1702 až 1713. Na jedné straně konfliktu stáli Francouzi a Španělé, na druhé straně Angličané. Šlo o druhou ze série koloniálních válek mezi Francouzi a Angličany o ovládnutí Severní Ameriky, po válce krále Viléma a předcházející válce krále Jiřího. Konflikt získal název po anglické královně Anně Stuartovně. Boje, jež probíhaly především na jihovýchodě Severní Ameriky, v Akádii, Nové Anglii a na Newfoundlandu, sestávaly především z menších přepadů, nájezdů a bitek, v porovnání s evropským válčištěm s nepoměrně menšími celkovými ztrátami na obou stranách. Důležitou roli při tom hráli indiáni, které se snažili kolonisté využívat v maximální míře. Jejich největší podporu měli tradičně na své straně Francouzi. Asi nejznámější z přepadových akcí byl francouzsko-indiánský útok na novoanglickou osadu Deerfield v roce 1704. Důležitým úspěchem Britů se stalo dobytí francouzské pevnosti Port Royal v Akádii v roce 1710. Válka skončila v zásadě britským vítězstvím, které se projevilo především územními změnami v Kanadě, schválenými Utrechtským mírem v roce 1713. Na zájmy domorodých etnik se v dohodě zřetel nebral. Konfliktem značně oslabena byla španělská přítomnost na Floridě.

## Původ, příčiny

Mapa Severní Ameriky na začátku války královny Anny. Sporná teritoria jsou šrafovaně.

Na začátku 18. století vyvrcholily v Evropě spory o následnictví ve španělském království, jež se řešily již koncem 17. století. V roce 1700 zemřel bezdětný španělský král Karel II. a na uvolněný trůn si činili nárok rakouští Habsburkové v osobě arcivévody Karla Habsburského a francouzští Bourboni v osobě Filipa z Anjou. Jelikož byl jejich příbuzenský vztah k po meči vymřelé linii španělských Habsburků v zásadě rovnocenný a uvažovaný kompromisní kandidát na trůn Josef Ferdinand Bavorský zemřel ještě před Karlem II., uvízly pokusy o mírovou domluvu na mrtvém bodě. Diplomatický neúspěch se v roce 1701 změnil v konflikt nazývaný válka o španělské dědictví.
Britové i Francouzi se snažili zachovat i v případě války v Evropě v koloniích vzájemný mír, dokonce o tom spolu vyjednávali guvernéři Nové Francie a Massachusetts, ale nepodařilo se uzavřít žádnou dohodu. Důvodem bylo nevyřešené napětí v hraničních oblastech, především na severu v Nové Anglii (provincie Massachusetts), v Hudsonově zálivu, na Newfoundlandu a se Španělskem i na jihu v provincii Karolína. Populace v anglických koloniích dosahovala začátkem 18. století asi 250 000 lidí (nejvíce ve Virginii a Nové Anglii) a mnohonásobně tak převyšovala populaci Nové Francie. Většina osad byla koncentrována při pobřeží, jen malá část z nich ležela ve vnitrozemí, některé pak dosahovaly až k Appalačskému pohoří. Angličtí kolonisté věděli jen málo o vnitrozemí Severní Ameriky na západ od Appalačských hor a na jih od Velkých jezer. Tato oblast byla osídlená rozličnými indiánskými etniky, ačkoli angličtí a především francouzští obchodníci již na toto území pronikli. Na Floridě (la Florida) Španělé vytvořili síť misijních stanic, kde se pokoušeli přivést domorodce ke katolictví. Španělská populace byla poměrně malá, čítala asi 1500 lidí, kteří „měli na starosti“ asi 20 000 indiánů. Francouzi pronikli koncem 17. století k ústí řeky Mississippi a vytvořili zde malou kolonii v podobě tvrze Fort Maurepas. Odtud vytvářeli síť obchodních stezek směrem do vnitrozemí a ustavili přátelské vztahy s Čoktavy (Choctaw), což byl velký kmen, jehož nepřáteli byli mimo jiné Čikasavové (Chickasaw), kteří se řadili mezi anglické spojence. Prakticky všechny indiánské kmeny přišly o část své populace v důsledku různých epidemií, jež sem objevitelé, obchodníci, kolonisté a misionáři zavlekli.
Příchod Francouzů na jih ohrozil existující obchodní vazby, které si kolonisté z Karolíny vytvořili s vnitrozemskými indiány a napětí mezi evropskými koloniálními mocnostmi tím výrazně vzrostlo. Francouzi a Španělé, kteří byli v předchozí válce zvané v Evropě devítiletá a v Americe válka krále Viléma nepřátelé, se v blížícím se konfliktu stali spojenci. Důvodem pro nepřátelství Španělů a Angličanů nebyly jen teritoriální spory mezi Karolínou a Floridou jižně od řeky Savannah, ale také náboženská animosita mezi španělským římským katolictvím a anglickým protestantstvím.
Na severu s sebou konflikt kromě územních sporů nesl silný ekonomický prvek. Na Newfoundlandu existovalo několik francouzských i anglických osad, některé byly stálé, jiné sezónní, posledně jmenované využívali především evropští rybáři. Celkem zde trvale žilo asi 1000 Francouzů a 2000 Angličanů. Ti mezi sebou soupeřili o lovnou oblast na Velkých mělčinách (Grand Banks), kam mířili i rybáři z Akádie (Nové Skotsko, Nový Brunšvik) a z Massachusetts.
Hranice mezi Akádií a Novou Anglií byly stále nejisté a sporné, navzdory právě skončené válce krále Viléma. Nová Francie si zde nárokovala území až k řece Kennebec v jižním Maine. Francouzi zde ustavili několik misií a kolonie v oblasti Penobscot Bay poblíž Castine. Tyto posty představovaly základny pro útoky na anglické osadníky, kteří sem pronikali z jihu. Hraniční oblasti mezi francouzským osídlením v oblasti řeky sv. Vavřince a koloniemi Massachusetts a New York byly osídleny indiány, patřící mezi rozsáhlejší skupinu etnik souhrnně nazývanou Západní Abenakové (Abenaki), západní části regionu pak dominovali Irokézové. Toto území sloužilo za předchozí války jako koridor, kterým procházely válečné výpravy oběma směry. Šlo o řídce zalidněnou oblast, místní indiánská populace byla zredukována epidemiemi a území bylo využíváno spíše jako loviště a nárazová zóna.
Pobřežní oblast Hudsonova zálivu (známá jako Země prince Ruprechta) nebyla v nadcházející válce svědkem žádných významnějších bojů, konflikt se zde projevil v menší míře než předcházející válka. Jediný významný střet zde proběhl v roce 1709, kdy Francouzi napadli Fort Albany. Ovšem britská Společnost Hudsonova zálivu (Hudson’s Bay Company) za své zájmy úspěšně lobovala během mírových jednání na konci války.

## Technologie, organizace

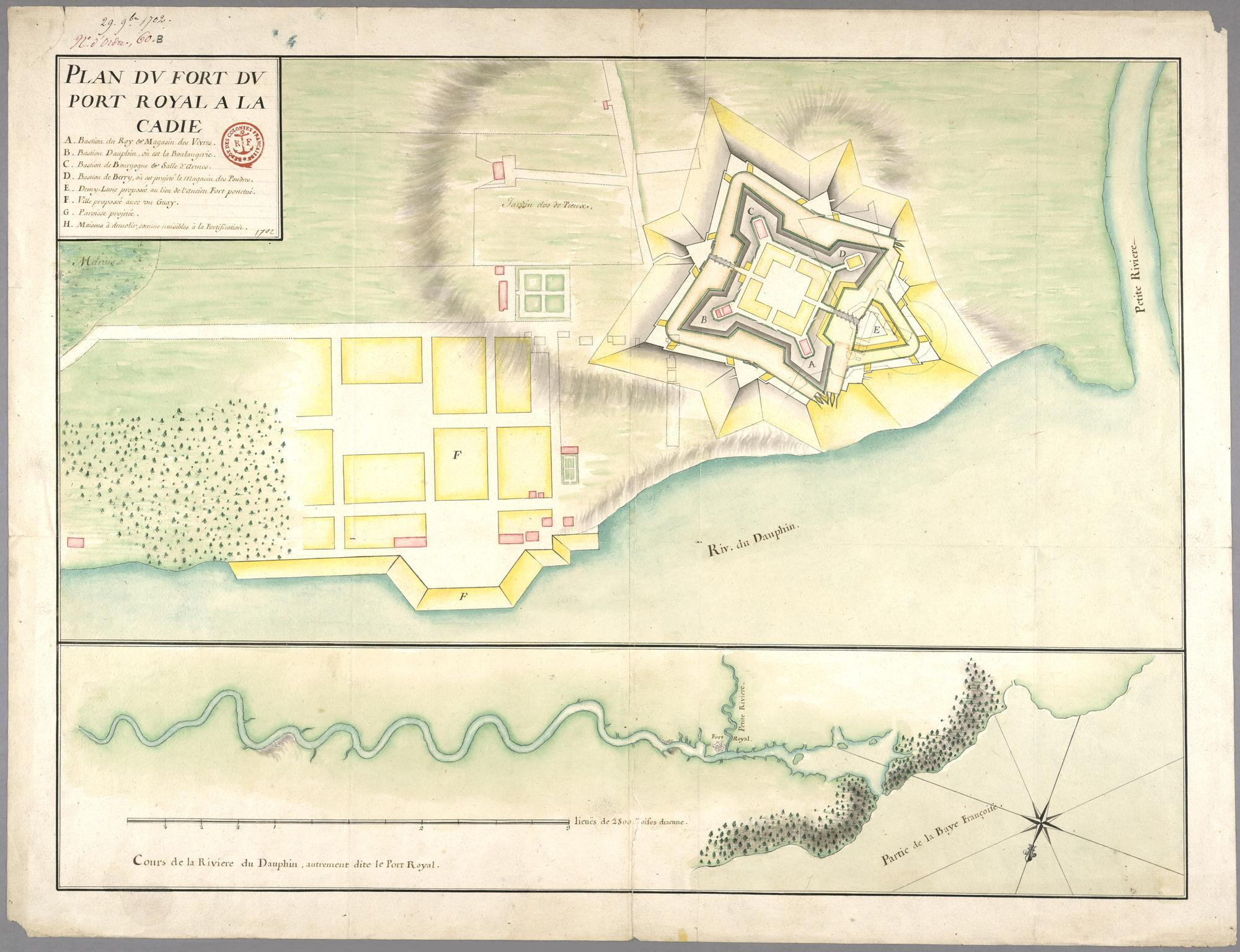
Kamenná pevnost Port Royal v Akádii, 1702. V průběhu války mělo jen málo osad kamenné opevnění.

Vojenské technologie používané v té době v Americe nebyly tak rozvinuté jako v Evropě. Jen málo koloniálních osad chránily kamenné pevnosti a tvrze. Výjimkou byly St. Augustine na Floridě, Boston, Québec a St. John's na Newfoundlandu. Pevnost Port Royal byla dokončena krátce po začátku války. Některé vesnice a městečka byly chráněny dřevěnými palisádami, ale většina disponovala jen zpevněnými domy, kde mohla být umístěna i děla a první patro bylo uzpůsobeno tak, že odtud mohli obránci pálit na útočníky, kteří se do domu chtěli dostat přízemím. Evropští vojáci a kolonisté měli typicky ve výzbroji muškety s hladkou hlavní, jejichž účinný dostřel se pohyboval okolo 100 metrů, ale přesné byly jen asi na poloviční vzdálenost. Někteří kolonisté stále používali i píky a jiné druhy kopí. Indiáni byli vyzbrojeni buď puškami a železnými sekerami získanými obchodem od bělochů, nebo nosili ještě své tradiční zbraně, jako primitivní dřevěné (či zčásti kamenné) tomahavky a luky. Jen část kolonistů uměla obsluhovat děla, která jediná byla efektivní v boji proti opevněním.
Angličtí osadníci byli organizováni do pluků domobrany neboli milicí a v jejich koloniích nebylo přítomné pravidelné vojsko z Británie, kromě výjimek v podobě malých jednotek na Newfoundlandu. Francouzi měli také domobranu, ale zároveň disponovali poměrně velkým množstvím pravidelných jednotek zvaných troupes de la marine (~námořní pěchota). Tyto jednotky vedli zkušení důstojníci a mužstvo tvořili vojáci z Francie. Troupes de la marine byly rozptýleny po Nové Francii, s nejvyšší koncentrací v nejvíce zalidněných centrech Kanady. Španělská Florida měla na svou obranu několik set vojáků pravidelné armády, kteří byli primárně určení k pacifikaci případné indiánské hrozby.

## Průběh

### Válka na jihu

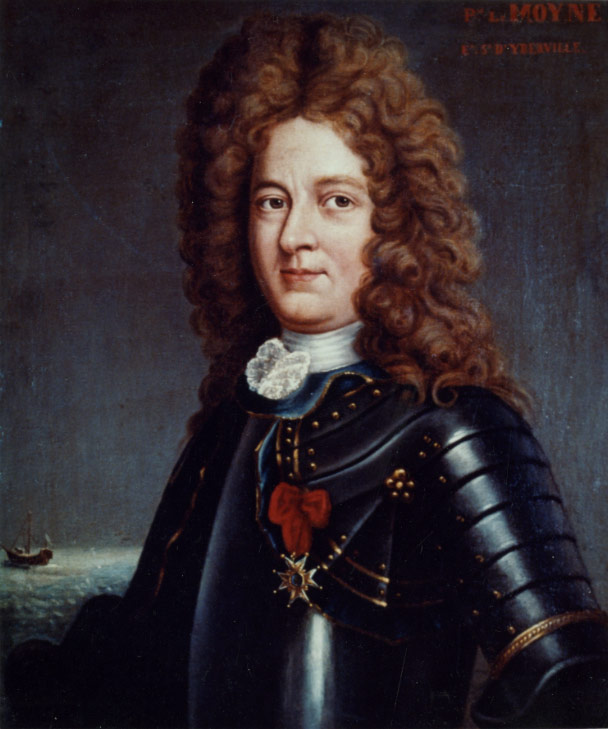
Pierre Le Moyne d'Iberville se snažil nastolit dobré vztahy s indiány v povodí Mississippi

Představitelé anglických a francouzských kolonií se domnívali, že kontrola řeky Mississippi by měla být klíčová pro další rozvoj obchodu a každá strana se chystala překazit aktivity toho druhého. Kanadský objevitel a cestovatel Pierre Le Moyne d'Iberville vytvořil plán, jak z jihu vytlačit Angličany či jim alespoň zabránit v dalším postupu do vnitrozemí. Zásadní roli v tom měli hrát indiáni z dolní části povodí Mississippi. D′Iberville znovuobjevil ústí Mississippi a na jaře roku 1699 zde ustavil pevnost Fort Maurepas. Roku 1702 byla zřízena i pevnost Fort Louis de la Mobile a tím Francouzi započali své vztahy s Čokty (Choctaw), Čikasavy (Chickasaw), Načezy (Natchez) a dalšími kmeny.
Obchodníci a objevitelé z provincie (kolonie) Karolína vytvořili předivo obchodních vazeb s kmeny na jihovýchodě, jež sahaly až k Mississippi. Vůdci těchto obchodníků měli malý respekt ke Španělům na Floridě, ale bylo jim jasné, že příchod Francouzů znamená skutečnou hrozbu. Guvernéři Karolíny Joseph Blake a jeho nástupce James Moore pracovali s vizemi expanze na západ na úkor španělských a francouzských zájmů.
D′Iberville ještě před vypuknutím války v roce 1702 navštívil Španěly a doporučil jim, aby vyzbrojili bojovníky Apalačů (Apalachee) a poslali je na Angličany a jejich indiánské spojence. Španělský guvernér Zúñiga i na žádost samotných indiánů zareagoval kladně a nechal zorganizovat expedici, jíž vedl Francisco Romo de Uriza, a která čítala více než 800 mužů, v naprosté většině indiánů. Ta opustila Pensacolu na Floridě v srpnu 1702 a vydala se napadnout domorodé nepřátele floridských indiánů a karolínské obchodní stanice. Angličané a jejich indiánští spojenci Kríkové (Muskogeani) se o výpravě dozvěděli a zorganizovali přepadovou akci na řece Flint, kde španělskou expedici odrazili a způsobili jí těžké ztráty v podobě nejméně 500 mrtvých či zajatých. Floridské španělské misie se rázem ocitly v těžké situaci.
Karolínský guvernér Moore následně zorganizoval útočnou akci namířenou přímo proti španělské Floridě. 500 Angličanů a asi 300 spřátelených indiánů napadlo a zčásti spálilo město St. Augustine, nicméně pevnost se jim ani po obléhání dobýt nepodařilo, a poté co dorazila španělská flotila z Havany, museli odtáhnout pryč. V roce 1706 Karolína odrazila obojživelný útok Francouzů a Španělů namířený na Charles Town.
Španělští spojenečtí indiáni Apalačové a Timcuové byli stále ohrožováni nájezdy indiánských spojenců Angličanů ze severu a změnili se v podstatě v uprchlíky. Část z nich byla přesunuta do jakýchsi rezervací v oblasti řeky Savannah. Pod značným tlakem se ocitli i Čoktové, hlavní spojenci Francouzů. Naopak Kríkové, Jamasíové (Yamasee) a Čikasavové vyzbrojení a doprovázení Angličany si vedli aktivně a konfliktu v této oblasti dominovali, když například v roce 1707 napadli Pensacolu a roku 1709 Mobile (ovšem bez výraznějšího úspěchu).

### Akádie, Nová Anglie

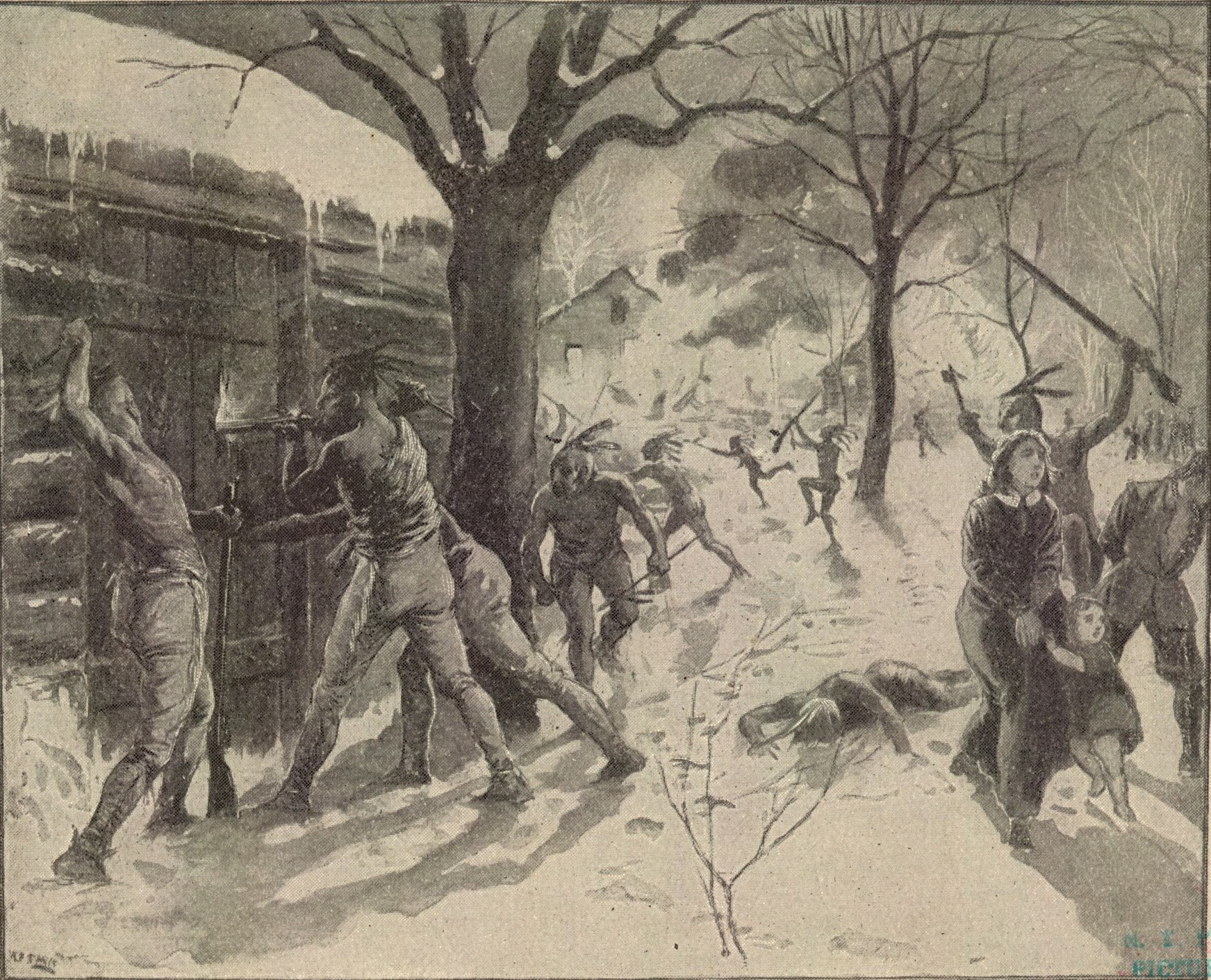
Útok indiánů a Francouzů na Deerfield v únoru 1704

Během války se Nová Francie a indiánské kmeny sdružené v rámci konfederace Wabanaki (Východní Abenakové, Mikmakové, Malicetové, Passamaquodyové, Penobscotové) pokusili zabránit anglickému pronikání na sever. Nová Francie považovala za hranici řeku Kennebec v jižním Maine. V roce 1703 vedl Michel Leneuf de la Vallière de Beaubassin útočnou skupinu několika Kanaďanů a 500 indiánů z konfederace Wabanaki, která napadala anglické osídlení od Wellsu po Falmouth. Během těchto akcí bylo zabito nebo zajato více než 300 osadníků.
Začátkem roku 1704 opustila údolí řeky sv. Vavřince kolona více než 300 Kanaďanů (z velké části tzv. coureurs de bois, což byli zkušení lovci a zálesáci), Abenaků a indiánů z misie Caughnawaga (což byli většinou do Nové Francie se přesunuvší křesťanští Irokézové - Mohawkové), jíž velel Jean-Baptiste Hertel de Rouville. Jejím cílem byl Deerfield, osada s přibližně 290 obyvateli nacházející se v západní části Massachusetts nedaleko řeky Connecticut. Ze strategického hlediska šlo o bezvýznamné místo, jež si Francouzi pro útok vybrali možná právě z toho důvodu, tedy zaútočit tam, kde to protivník nebude čekat. Obyvatele se podařilo překvapit brzy ráno 29. února, když nikdo nebyl na hlídce a útočníci nepozorovaně pronikli přes palisádu pomocí sněhové návěje a hromadně vnikli do domů. Zabili přes 50 osadníků a více než 100 vzali do zajetí. Protiútok posil z okolních anglických osad odrazili a výprava i se zajatci se po namáhavém pochodu vrátila do Nové Francie. Útočníci ztratili podle francouzských zdrojů 11 mužů, angličtí zajatci později hovořili o více než 40 mrtvých včetně jednoho významného mohawského náčelníka a francouzského důstojníka. Menší část zajatých (především dětí) mezi sebe adoptovali indiáni, což byl v jejich válkách běžný rituál, větší část byla později v rámci výměny zajatců nebo za výkupné propuštěna. Anglické komunity dokonce zřizovaly zvláštní fondy, které sloužily ke shromažďování peněz na výkupné. Reverend John Williams, který o zážitcích ze svého zajetí napsal knihu, patřil mezi ty, jež se později vrátili, ale on sám se marně snažil dostat ze zajetí i svou dceru, která se mezitím vdala za mohawského indiána, dožila se velmi vysokého věku a v Nové Francii zůstala až do smrti.

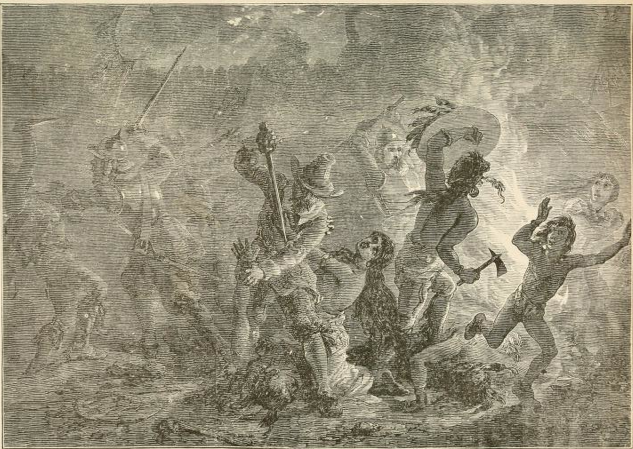
Útok Angličanů vedených Benjaminem Churchem na Grand Pré, červen 1704

Novoangličtí kolonisté nedokázali efektivně bránit těmto nájezdům, tak se pomstili expedicí proti Akádii, kterou vedl známý bojovník proti indiánům, veterán z války krále Filipa a války krále Viléma Benjamin Church. Byla to jeho poslední válečná akce. Výprava sestávající ze tří lodí a 550 mužů (část byli i indiáni z Plymouthu) vyrazila v květnu 1704 a napadla Castine, Grand Pré, Chignecto a další osady. Francouzské zprávy se zmiňují o tom, že Church se pokusil zaútočit i na Port Royal, nicméně samotný Church ve svých memoárech popisuje, že válečná rada se dohodla francouzskou pevnost nenapadat. Expedice přišla jen o 6 mužů a přivezla zpět do Nové Anglie asi 100 zajatců, avšak kromě toho byly její výsledky slabé.
V Akádii působilo mezi indiány několik francouzských jezuitských misionářů. Jedním z nich byl i otec Sébastien Rale, jehož Angličané podezřívali z toho, že podněcuje indiány z abenacké skupiny Norridgewocků v útocích proti Angličanům, a massachusettský guvernér Joseph Dudley vypsal na jeho hlavu odměnu. V zimě 1705 vyslali Angličané 275 domobranců pod velením plukovníka Winthropa Hiltona, aby Ralea zajali a zpustošili osadu, kde působil. Misionář byl asi varován, utekl do lesa, indiáni také zmizeli a útočníci tak zničili a spálili pouze prázdnou vesnici a kostel.
V roce 1705 pokračovali Francouzi a indiáni v útocích na severní část kolonie Massachusetts, přičemž Angličané nedokázali adekvátně reagovat. Přepady byly příliš rychlé na to, aby obránci zorganizovali nějakou efektivní protiakci a odvetné nájezdy Angličanů většinou našly pouze opuštěné indiánské tábory. Navíc Angličané neměli k dispozici jednotky schopné dlouhých pozemních pochodů do nitra Nové Francie, jaké uskutečňovali Francouzi a indiáni, místo toho spoléhali na útoky po moři. Mezitím nastalo krátké příměří, kdy se zástupci Nové Francie a Nové Anglie mimo jiné dohodli na výměně zajatců, což se povedlo jen zčásti. Francouzi nebyli schopni a zřejmě ani ochotni zajistit od indiánů všechny zajaté Angličany, neboť pro mnohé domorodé komunity byla otázka zisku zajatců a jejich adopce do kmene jedním z klíčových důvodů válčení. Indiánské nájezdy, někdy i s francouzskou spoluúčastí pak pokračovaly až do konce války.

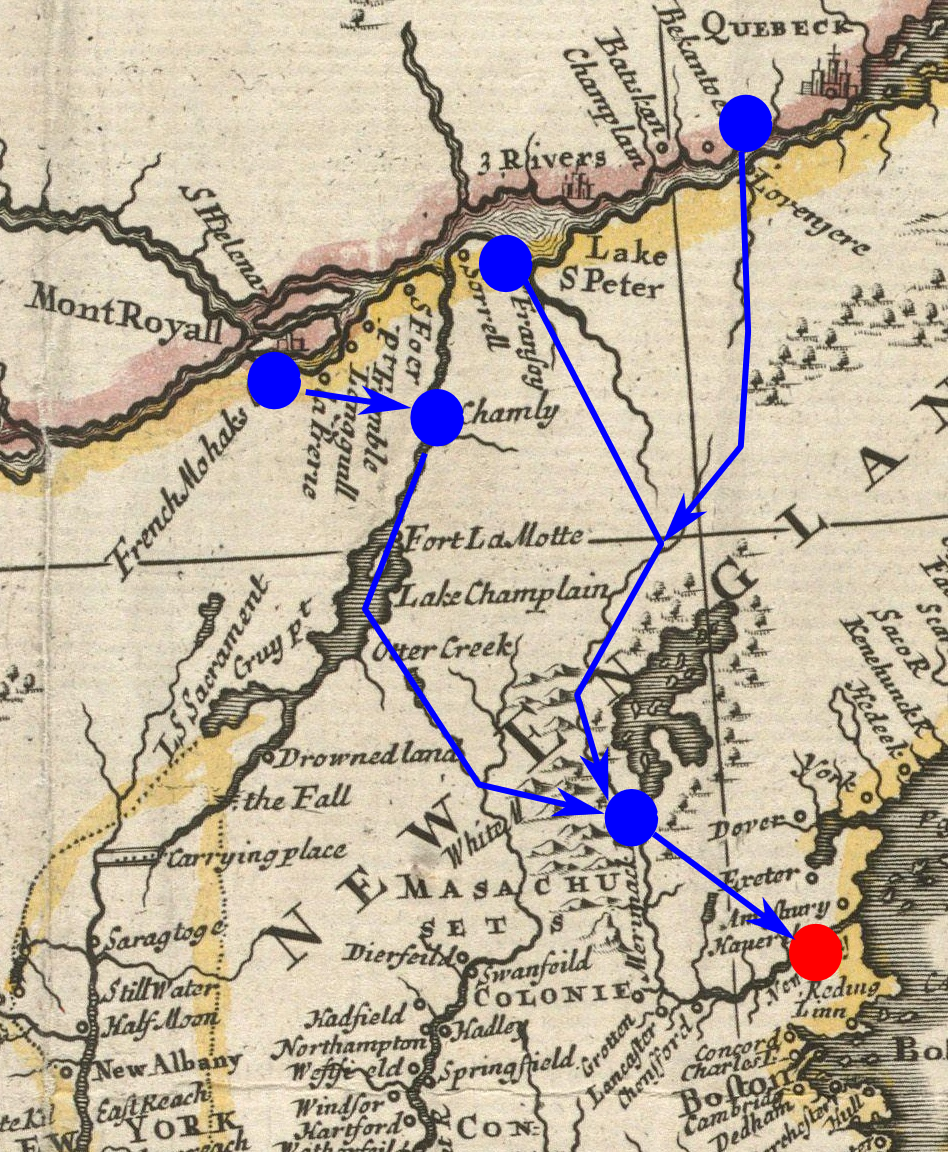
Schéma francouzského útoku na Haverhill v roce 1708. Francouzi a indiáni postupovali ve třech proudech a na smluvených místech se setkali

Angličané se nakonec rozhodli pro větší akci. Cílem byla nově zbudovaná kamenná pevnost Port Royal. Guvernér Dudley zorganizoval v květnu 1707 výpravu čítající 1600 mužů, jež ovšem neuspěla, stejně jako další pokus ze srpna 1707. Francouzi se na oplátku chystali napadnout většinu osad v New Hampshire, ale jejich plány se nikdy neuskutečnily, místo toho zaútočili jen na massachusettský Haverhill. V roce 1709 uvedl kanadský guvernér Philippe de Rigaud Vaudreuil, že asi dvě třetiny polí severně od Bostonu jsou zanedbány v důsledku francouzských a indiánských útoků, nicméně přepadové výpravy se vracely bez kořisti, protože novoangličtí kolonisté zůstávali zavřeni v tvrzích a pevnůstkách a vycházeli jen sporadicky.
V říjnu 1710 dosáhli Britové konečně kýženého cíle. Asi 2000 vojáků a domobranců vedených Francisem Nicholsonem oblehlo Port Royal a posádka pevnosti čítající něco přes 250 mužů se po týdnu vzdala, když ji bylo přislíbeno pevnost svobodně opustit. Britové pak pevnost a okolí kontrolovali až do konce války. Menší nepřátelské akce v oblasti nicméně pokračovaly zbytek konfliktu, a to především ve formě indiánských nájezdů.

### Nová Francie a New York
Francouzští osadníci v srdci Nové Francie, v Kanadě, v koloniálních střetech obvykle čelili anglickým kolonistům z New Yorku. Důležitým aspektem zde byla kmenová konfederace Irokézů, kteří s Francouzi válčili po velkou část 17. století a jejichž zatažení do bojů se Francouzi chtěli vyhnout. Velký montréalský mír, jenž desítky let vzájemného válčení v roce 1701 uzavřel, měl být zárukou irokézské neutrality v budoucích koloniálních konfliktech mezi Brity a Francouzi. Během války královny Anny tuto neutralitu Irokézů zkoušeli prolomit ve svůj prospěch nejen Britové, převážně prostřednictvím Newyorčana a komisaře pro indiánské záležitosti Petera Schuylera, ale i Francouzi se pomocí jezuitů snažili Irokézy rozpoltit a část z nich přesunout do Nové Francie. Newyorští obchodníci ovšem sami neměli zájem na eskalaci konfliktu, protože byli zainteresováni na kožešinovém obchodě, jehož část procházela Novou Francií.

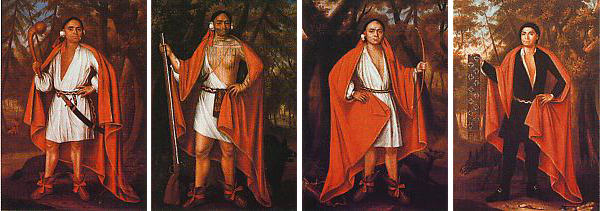
Čtyři indiánští náčelníci (3 Mohawkové a 1 Mohykán), kteří navštívili v roce 1710 Británii a vzbudili zde velký zájem. Zde jsou na portrétech dvorního malíře Johna Verelsta

Vysoký britský důstojník a koloniální úředník Francis Nicholson a skotský podnikatel Samuel Vetch připravili na rok 1709 ambiciózní útočnou operaci, která se dosti podobala podobné akci neúspěšně provedené za války krále Viléma v roce 1690. Plán zahrnoval pozemní útok na Montréal skrze Champlainovo jezero a námořní přepad Québecu. Pozemní expedice čítající asi 1500 mužů včetně určitého množství Irokézů dosáhla sice Champlainova jezera, ale zde se v létě 1709 zastavila a čekala, přičemž byla sužována nemocemi, nedostatkem zásob a dezercemi. Nakonec se musela vrátit zpět, protože se dozvěděla, že z plánovaného námořního útoku na Québec sešlo, neboť britská flotila byla místo toho odvolána k bojům u Iberského poloostrova. Po tomto fiasku se Britové ještě nevzdali. Schuyler a Nicholson zamířili na jaře roku 1710 do Londýna a vzali s sebou čtyři indiánské náčelníky, tři Mohawky a jednoho Mohykána, které z propagandistických důvodů titulovali jako „krále“, ačkoli tři z nich neměli mezi domorodci nijak významné postavení. Cílem bylo vzbudit zájem o události v Americe a snaha získat maximální podporu pro další akce. Indiánská delegace vzbudila v Anglii velkou pozornost, přijala ji dokonce i sama královna Anna. Nicholson a Schuyler dosáhli v zásadě svého. Královna podpořila expedici, kterou vedl Nicholson, a jíž se podařilo na podzim 1710 dobýt Port Royal. O rok později získal podporu i znovuoživený projekt na útok proti srdci Nové Francie.
Plán na útok proti Kanadě v roce 1711 byl v zásadě stejný jako v letech 1690 a 1709. A opět skončil katastrofou. Flotila 15 řadových a desítek transportních lodí převážející asi 5000 vojáků pod velením admirála Hovendena Walkera dorazila do Bostonu v červnu 1711. Relativně malé město nebylo připraveno na takový nápor a okamžitě se dostavily problémy se zásobováním tak velkého počtu vojáků. Koncem července flotila odplula směrem k řece sv. Vavřince, nicméně část lodí v ústí řeky ztroskotala, asi 700 mužů bylo ztraceno a Walker akci nakonec odvolal. Nicholson se svým vojskem mezitím vyrazil po souši k Montréalu, dosáhl Jiřího jezera (Lake Geroge), kde se dozvěděl o odvolání námořní operace a tak se notně naštvaný (prý si po obdržení zprávy roztrhal a rozšlapal vzteky paruku) obrátil zpět. Irokézové sice přispěli Nicholsonovi několika sty muži, ale zároveň poslali varovné zprávy o expedici do Nové Francie.

### Newfoundland

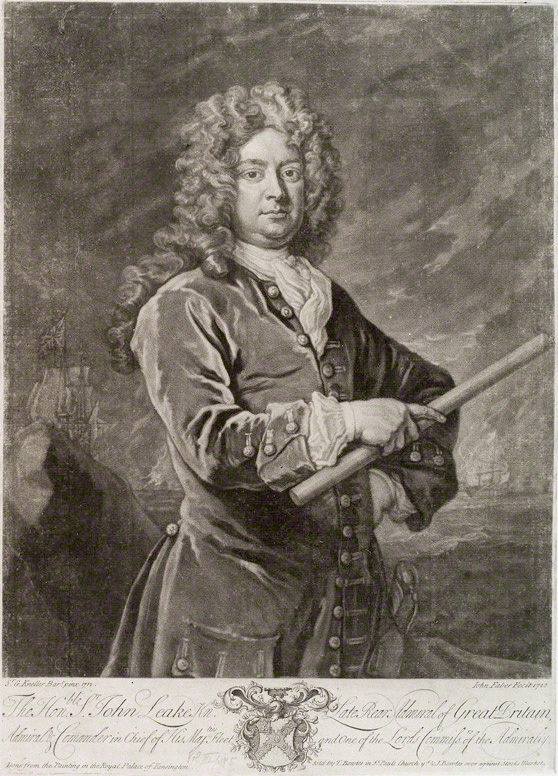
Velitel britského loďstva při zásahu na Newfoundlandu komodor John Leake

Pobřeží Newfoundlandu bylo osídleno malými francouzskými a anglickými komunitami a rybářskými stanicemi. Obě strany si ta významnější města opevnily, Francouzi Plaisance na západní části poloostrova Avalon, Angličané St. John's v Conception Bay. Během války krále Viléma zničil d'Iberville většinu anglických komunit v letech 1696-1697 a ostrov se stal bojištěm znovu v roce 1702. V srpnu 1702 napadla anglická flotila, jíž velel komodor Johne Leake, francouzské osady, ale na Plaisance se zaútočit nepokusila. V zimě 1705 se francouzský guvernér Plaisance Daniel d'Auger de Subercase ujal odvetného podniku, kdy vedl kombinovanou výpravu Francouzů a Mikmaků, která zničila několik anglických kolonií a neúspěšně oblehla Fort William v St. John’s. Během léta pokračovaly francouzské a indiánské nájezdy a celková škoda na anglickém osídlení se vyšplhala na £188 000. Angličané zareagovali vysláním flotily v roce 1706, která zdemolovala francouzské rybářské stanice na severním pobřeží ostrova. V prosinci 1708 udeřili opět Francouzi. Spolu s Mikmaky dobyli St. John’s a zničili jeho hradby. Nicméně chyběly jim prostředky, aby místo udrželi a Britové ho příští rok znovuobsadili a opevnili. Tatáž francouzská expedice se pokusila dobýt i Ferryland, ale byla odražena. Angličané měli v plánu v letech 1703 a 1711 obsadit Plaisance, ale v obou případech z toho sešlo.

## Mír

Mapa Severní Ameriky po válce královny Anny. Fialová barva ukazuje území, které po Utrechtském míru podstoupila Francie Británii.

V roce 1712 se Francie a Británie dohodly na příměří a konečná mírová dohoda byla podepsána o rok později. Utrechtský mír, jak se dohoda nazývá, přinesl některé důležité územní změny. Velká Británie obdržela Akádii, kterou přejmenovala na Nové Skotsko, suverenitu nad Newfoundlandem a v oblasti Hudsonova zálivu. V Karibiku získala ostrov Svatý Kryštof a Nevis. Francouzi uznali suverenitu Britů nad Irokézy. Dále souhlasili s tím, že obchod s indiány žijícími dále ve vnitrozemí bude otevřen všem národům. Francie si ve svém vlastnictví podržela všechny ostrovy v zálivu Sv. Vavřince včetně ostrova Cape Breton a právo rybolovu v celé této oblasti včetně práva zpracovávat ryby na severním pobřeží Newfoundlandu.
S postupující válkou rostla únava Abenaků a dalších domorodých etnik z konfliktu navzdory snaze Francouzů, kteří je tlačili, aby pokračovali v útocích na anglické cíle. Nicméně Utrechtská smlouva zcela ignorovala zájmy indiánů a někteří Abenakové chtěli vyjednat svůj vlastní mír s kolonisty z Nové Anglie. Guvernér Dudley zorganizoval velkou mírovou konferenci v Porthsmouthu v New Hampshire. V těchto jednáních a následně ještě v jednáních v Casco Bay vznesli indiáni námitky proti anglickému ujišťování, že jim Francouzi skutečně podstoupili východní Maine a Nový Brunšvik, nicméně potvrdili hranice na řece Kennebec a souhlasili se zřízením vládou kolonie provozovaných obchodních stanic na svém území. Portsmouthská smlouva byla podepsána 13. července 1713 osmi reprezentanty konfederace Wabanaki. Svými podpisy mimo jiné ztvrdili britskou suverenitu nad svými teritorii, nicméně později sami popírali, že by s tím souhlasili a byli prý podvedeni. Smlouvu dodatečně podepsali další náčelníci, ale svůj podpis (přesněji piktogram) k dohodě nikdy nepřipojil žádný Mikmak.

## Důsledky

### Akádie a Newfoundland

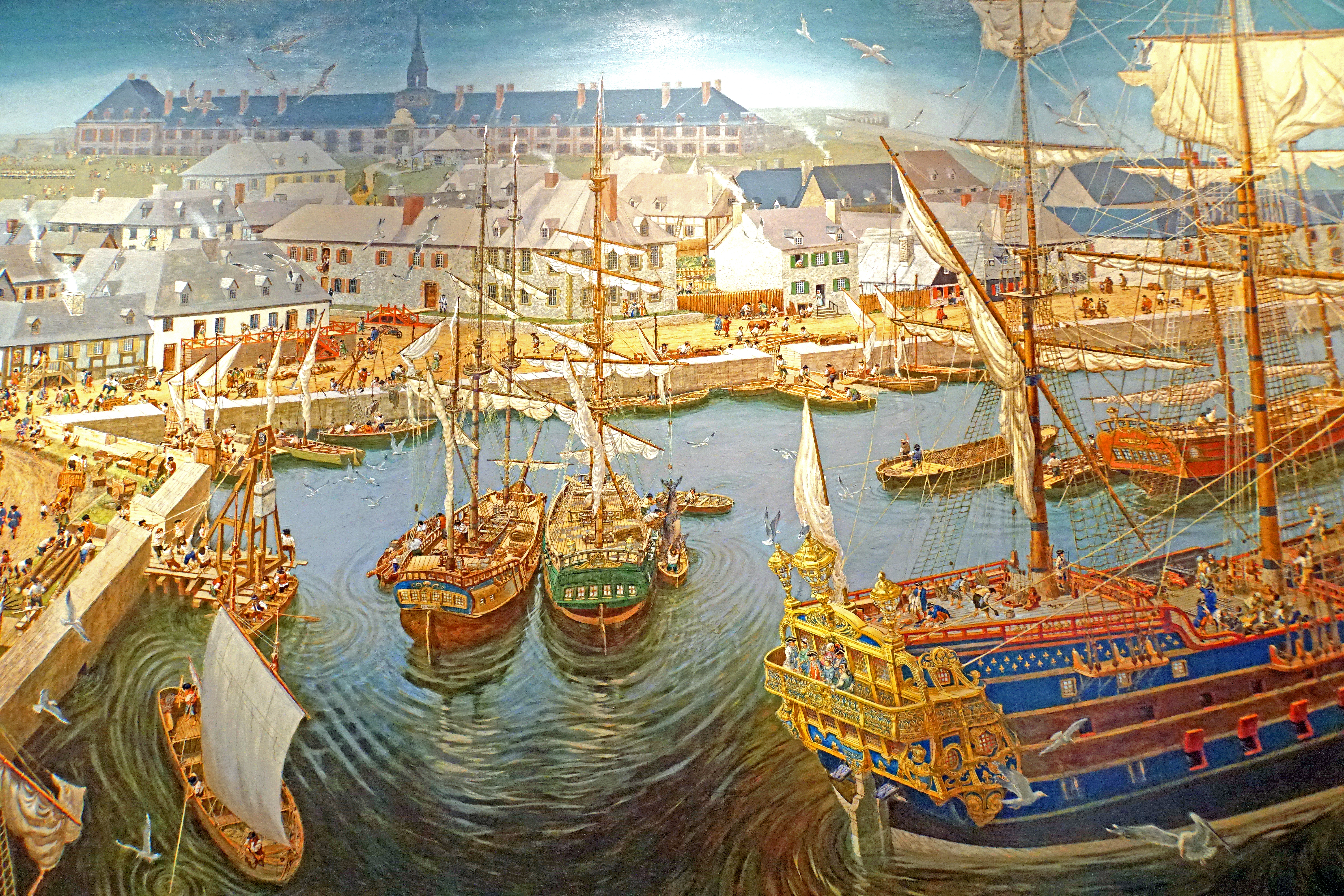
Krátce po válce zbudovali Francouzi pevnost Louisbourg.

Ztráta Akádie a Newfoundlandu omezila francouzskou přítomnost v této části Atlantiku na ostrov Cape Breton. Tam se přestěhovali Francouzi z Newfoundlandu a vytvořili kolonii Île-Royale a byla zde v následujících letech postavena pevnost Louisbourg. V důsledku toho stále přetrvávalo napětí mezi Francouzi a Brity, především ohledně rybolovu, které pokračovalo po velkou část 18. století. Rybářské flotily byly válkou značně poškozeny, ale anglická se z toho vzpamatovala poměrně brzy. Angličané se snažili z oblasti vypudit španělské lodě, ale ty to vyřešily tím, že vozily vlajky anglických společností, aby se vyhnuly kontrole.
Zabrání Akádie mělo dlouhodobé důsledky pro tam žijící Akaďany a Mikmaky. Britská moc nad Novým Skotskem byla zpočátku velmi nejistá, což byla situace, ze které francouzští a mikmakští vůdci odporu těžili. Britské vztahy s Mikmaky se po válce vyvíjely v kontextu expanze v Novém Skotsku. Také podél pobřeží Maine, kde se Novoangličané začali osídlovat území Abenaků, často v rozporu s předchozími smlouvami. Ani Abenakové ani Mikmakové nebyli zmíněni v Utrechtské smlouvě a smlouva z Portsmouthu jimi byla vykládána odlišně než signatáři z Nové Anglie, takže indiáni pronikání do svých zemí vzdorovali. Tento konflikt byl podněcován francouzskými intrikáři, jako byl Sébastien Rale, a nakonec se vyvinul do války otce Ralea (1722–1727).

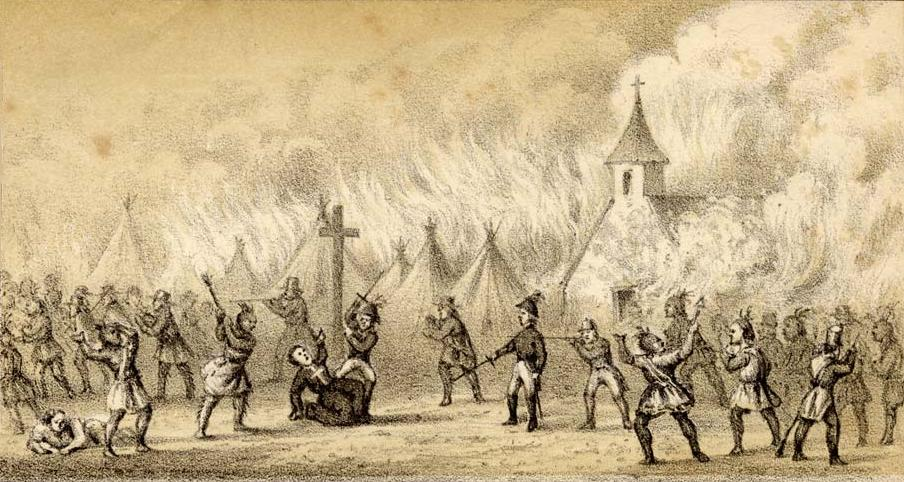
Bitva u Norridgewocku byla jedním ze střetnutí války otce Ralea (též Dummerova válka)

Britské vztahy s nominálně podrobenými francouzskými obyvateli Akádie byly rovněž obtížné. Ti totiž odmítli složit přísahu věrnosti britské koruně a ve výsledku to podnítilo odchod části obyvatel na ostrovy Île-Royale a Île-Saint-Jean (dnes ostrov prince Edvara). Až do 40. let 18. století organizovali francouzští vůdci jako například otec Jean-Louis Le Loutre spolu s indiány guerillovou válku proti britskému pronikání do oblasti Nového Skotska.
Napětí týkající se hranic Akádie mezi Francouzi a Brity přetrvalo. Důvodem bylo nejasné vymezení hranic, které ani samotní Francouzi nikdy přesně nepopsali. Francouzi trvali na tom, že předmětem Utrechtské smlouvy byla čistě jen poloostrovní část a že nárok na Nový Brunšvik mají oni. Spory nakonec přerostly až do války krále Jiřího a pokračovaly až do svého vyřešení za sedmileté války.

### Nová Anglie
Massachusetts a New Hampshire sice ležely v přední linii bojů, ale utrpěly nepoměrně menší ekonomické ztráty než ostatní oblasti. Určité náklady byly vyváženy prosperitou Bostonu jakožto centra lodního stavitelství a obchodu a také královskými dotacemi na expedici proti Québecu v roce 1711.

### Jižní kolonie
Španělská Florida se nikdy zcela nevzpamatovala z ekonomických a populačních ztrát utrpěných v důsledku války. Po sedmileté válce připadla na 20 let Britům, ale v roce 1783 ji získali Španělé načas zpět. Indiáni, kteří se z Floridy přemístili na sever, přežívali nespokojeni pod britskou nadvládou, podobně jako britští spojenci. Již v roce 1711, tedy před koncem války královny Anny, došlo ke konfliktu Britů s Tuscarory, kteří se následně přemístili daleko na sever a přidali se k Irokézům jako šestý kmen spadající pod tuto konfederaci. Dřívější britští indiánští spojenci (i ve válce proti Tuscarorům) se následně obrátili proti kolonistům a konflikt přerostl v Yamaseeskou válku, která se ukázala zásadní hrozbou pro Karolínu a stála obě strany velké množství mrtvých. Zásadní oslabení španělské přítomnosti v této oblasti vedlo Brity k založení provincie Georgie v roce 1732, jež se rozkládala na dříve sporném teritoriu nárokovaném Španěly.
Ekonomické náklady války byly vysoké v některých jižních anglických koloniích, včetně těch, jichž se válka dotkla vojensky jen nepatrně. Virginie, Maryland a v menší míře Pensylvánie byly tvrdě zasaženy náklady na dopravu svých exportních produktů (zejména tabáku) na evropské trhy a utrpěly také kvůli několika obzvláště špatným sklizním. Karolína nahromadila značný dluh vzniklý z financování vojenských operací.

### Obchod
Francouzi ne zcela dodržovali obchodní ustanovení Utrechtské smlouvy. Pokusili se zabránit anglickému obchodu se vzdálenými indiánskými kmeny a postavili pevnost Niagara na území Irokézů. Francouzské osady pokračovaly v růstu na pobřeží Mexického zálivu, s osídlením New Orleans v roce 1718 a dalšími (neúspěšnými) pokusy expandovat do Španěly ovládaného Texasu a Floridy. Francouzské obchodní sítě pronikaly kontinentem podél vodních toků napájejících Mexický záliv a rozněcovaly konflikty s Brity i Španěly. Obchodní stanice ustavené v povodí řeky Mississippi, včetně údolí řeky Ohio, také přivedly Francouze do většího kontaktu s britskými obchodními posty a koloniálními osadami, které překročily Appalačské pohoří. Sporné nároky na toto území nakonec vedly k vypuknutí závěrečné francouzské a indiánské války v roce 1754.